# Кристовао де Мендонса
Кристовао де Мендонса (порт. Cristóvão de Mendonça) је био португалски морепловац и истраживач из 16. века. Његово име се везује за могуће португалско откриће Аустралије 1520-их.
Мало тога је познато о овом морепловцу. Према историчару Жоао де Барошу, био је син Педра де Мендонсе од Мураоа. Година његовог рођења није позната. Био је гувернер Хормоза од 1527. године. Умро је 1532. Као капетан брода, испловио је 1519. из Лисабона у потрази за легендарним Острвом злата.
Аустралијски историчар Кенет Мекинтајер га 1970-их повезује са Теоријом о португалском открићу Аустралије. По њему је Мендонса командовао флотом од три каравеле, која је у периоду од 1521. до 1524. пловила источном обалом Аустралије. Експедиција је држана у тајности због Уговора у Тордесиљасу, по којем су Шпанци полагали право на Америку и западно све до Азије. Он се повезује и са легендом о Махагонијевом броду. Наиме, у 19. веку је постојала олупина насуканог брода, вероватно каравеле, на плажи код Варнамбула у аустралијској држави Викторија, на југоистоку континента. Мекинтајер и други историчару сматрају да је тај брод припадао његовој експедицији.